# História de Martinica
Colonizada pela França em 1635, a Expulsão Caribenha ocorreu em 1660, quando os povos indígenas da ilha foram deportados e impedidos de retornar pelas forças de ocupação francesas. Desde então, a ilha tem permanecido possessão francesa, exceto por três breves períodos de ocupação estrangeira.
Desde 1635 (chegada de Pierre Belain d'Esnambuc, um aristocrata francês que tomou posse da ilha para a França) até 1946, a Martinica sobreviveu como colônia francesa produzindo mercadorias tropicais, como cana de açúcar, café, rum e cacau. Prisioneiros africanos foram trazidos da África Ocidental para formar a população escrava que é a origem da maior parte da população atual.